# Johan Otto von Spreckelsen
Johan Otto von Spreckelsen (4. maj 1929 i Viborg – 16. marts 1987 på Hillerød Sygehus) var en dansk arkitekt, der var hovedmanden bag Menneskehedens Triumfbue eller La Grande Arche i bydelen La Défense i Paris.

## Historie
Han blev født i Viborg i 1929 som søn af den kendte lokalhistoriker og revisor Otto von Spreckelsen og Maria Antonie von Taborsky, som stammede fra Ungarn. Familienavnet von Spreckelsen stammer fra Ditmarsken i Nordtyskland. Johan Otto von Spreckelsen tilhørte som resten af familien den romersk-katolske kirke, hvilket forklarer, at han har bygget flere katolske kirker i Danmark. Han uddannede sig efter sin studentereksamen fra Viborg Katedralskole i 1948 til arkitekt på Kunstakademiet i København. Han blev senere lektor ved Akademiet og var fra 1978 professor ved Kunstakademiets Arkitektskole. 
I 1983 vandt han den internationale konkurrence om bygning af den monumentale Grande Arche i den nye bydel La Défense uden for Paris. Denne moderne triumfbue ligger for enden af Paris' historiske akse (l'Axe historique), der går fra hjertet af Paris ved Louvre via Concordepladsen, Champs-Elysées og den gamle Triumfbue ud til La Défense. Den franske præsident François Mitterrand tog initiativ til byggeriet af Grande Arche. En anden dansker bidrog til byggeriet, nemlig ingeniør og professor i bærende konstruktioner ved Akademiets Arkitektskole. Erik Reitzel. 
Von Spreckelsen var et beskedent menneske. Da konkurrencen om triumfbuen var afgjort, spurgte journalisterne ved den officielle reception, hvad han ellers havde bygget af huse, skoler, rådhuse og idrætsanlæg. Hans svar lød:
"Jeg har bygget fire kirker og mit eget hus”.
Mange mente, at det måtte være en underdrivelse eller udslag af hans beskedenhed, men sådan forholdt det sig.
Som kollegaen Jørn Utzon oplevede Spreckelsen uoverensstemmelser med bygherren. Ved det franske valg til Nationalforsamlingen i foråret 1986 tabte socialisterne, og en borgerlig regering kom til. Den beskar store dele af budgettet, hvilket gjorde det svært at overholde kontrakterne. Von Spreckelsen trak sig fra projektet samme år. Selv om hans oprindelige idé i det store og hele blevet fastholdt, beklagede han valget af en billigere marmor til den udvendige facade.
Hans arkitektur er enkel og baseret på geometriske figurer, især kvadratet, gerne i kombinationer. Fx er orglet i Vangede Kirke opdelt i tre grupper, som hver er et kvadrat. Loftet i kirken består også af et væld af kvadrater, der senere kan genfindes i den store Triumfbue. Kirkens grundplan er baseret på kvadrater med tilbygningen indskudt som et lille kvadrat i hovedbygningen.
Materialevalget er enkelt. Sankt Nikolaj Kirke i Esbjerg er således udført i gasbeton, og de tre øvrige kirker består af håndstrøgne teglsten. Sankt Nikolaj Kirke i Hvidovre er speciel, fordi han anvender det billige tagpap på det stejle tag.
Hertil kommer almindelig aritmetik: Den lille triumfbue i Paris, Arc de Triomphe du Carrousel, har målene: 25 x 25 meter – den store Triumfbue (Arc de Triomphe) har målene 50 x 50 meter. Von Spreckelsen doblede videre op og kom frem til 100 x 100 meter som en passende dimension for sin nye konstruktion. Det blev dog til von Spreckelsens kube (eller kubus): 110 meter høj, 108 meter bred og 112 meter dyb. I modsætning til de øvrige bygninger i området, der ligger på linje, er kuben drejet få grader af hensyn til den eksisterende grundplan, så helt principfast eller firkantet var han ikke.
Johan Otto von Spreckelsen døde af kræft og er begravet på Hørsholm Kirkegård. Han efterlod sig foruden fire voksne børn hustruen Karen Gerda, født Gustavsen i Odense i 1933. Parret blev viet i 1955 i den katolske kirke i Odense (hans mor Maria Antonie var katolik og religiøs)..

## Bygninger
- Egen villa, Grønnevang 33, Hørsholm, 1958.
- Sankt Nikolaj Kirke (katolsk) i Hvidovre 1960.
- Sankt Nikolaj Kirke (katolsk) i Esbjerg 1969.
- Vangede Kirke i Vangede 1974.
- Stavnsholt Kirke i Stavnsholt 1981.
- Grande Arche i Paris 1983.

- Skt. Nikolaj Kirke, Hvidovre.
- Skt. Nikolaj Kirke, Esbjerg.
- Vangede Kirke.
- Stavnsholt Kirke.
- Grande Arche.